# Чилтон, Кевин Патрик
Ке́вин Па́трик «Чили» Чи́лтон (англ. Kevin Patrick 'Chili' Chilton; род. 1954) — астронавт НАСА. Совершил три космических полёта на шаттлах: STS-49 (1992, «Индевор»), STS-59 (1994, «Индевор») и STS-76 (1996, «Атлантис»), генерал ВВС США.

## Личные данные и образование
Кевин Чилтон родился 3 ноября 1954 года в городе Лос-Анджелес, штат Калифорния. В 1972 году окончил среднюю школу в городе Плая-Дел-Рей, в том же штате. В 1976 году получил степень бакалавра в области инженерных наук в Академии ВВС США. В 1977 году получил степень магистра наук в области машиностроения в Университете штата Колумбия.
Женат на Кэти Дрейер, у них четверо детей. Чилтон любит читать и все виды спорта, особенно бег, катание на лыжах, парусный спорт и софтбол. Он также играет рок-н-ролл на гитаре.

## До НАСА
В 1978 году, после обучения на лётчика на авиабазе Уильямс, в штате Аризона, после стажировки на самолёте F-4 Phantom II, был переведён на авиабазу «Кадена», Японии. С 1978 до 1980 года, он служил в качестве лётчика-истребителя и лётчика-инструктора в Корее, Японии и на Филиппинах. В 1981 году прошёл обучение на самолёте F-15 Eagle и получил назначение на авиабазу «Кадена», Япония. В 1982 году Чилтон окончил обучение (со званием Лучший выпускник года) в Школе лётчиков на авиабазе Максвелл, штат Алабама. Был распределён на авиабазу «Холломан», штат Нью-Мексико. Чилтон летал на F-15, как лётчик-инструктор и командира звена до 1984 года. В 1984 году, Чилтон был назначен на авиабазу «Эглин», штат Флорида, где он занимался испытаниями оружейных систем на всех моделях F-15 и F-4. В августе 1987 года он был направлен в НАСА в качестве кандидата в астронавты.

## Подготовка к космическим полётам
В августе 1987 года был зачислен в отряд НАСА в составе 12-го набора, кандидатом в астронавты. Стал проходить обучение по курсу Общекосмической подготовки (ОКП). По окончании курса, в августе 1988 года получил квалификацию «пилот» и назначение в Офис астронавтов НАСА. В Космическом Центре имени Кеннеди, штат Флорида, занимался вопросами безопасности полётов астронавтов.

## Полёты в космос
- Первый полёт — STS-49[3] — Индевор (шаттл) — первый полёт шаттла «Индевор». С 7 по 16 мая 1992 года, в качестве пилота. Основной целью миссии STS-49 был захват спутника Intelsat VI-603, который не смог покинуть околоземную орбиту за два года до этого. Астронавты должны были прикрепить к спутнику разгонный блок, который, работая как межорбитальный буксир, перевёл бы спутник на высокоэллиптическую орбиту, с дальнейшим переходом на целевую геостационарную орбиту. После нескольких попыток захват был совершён, для проведения работы впервые совершили выход в открытый космос из одного корабля сразу три человека, также был установлен рекорд длительности пребывания космонавта за бортом корабля, побитый только в 2001 году в полёте STS-102[4][5]. Продолжительность полёта составила — 8 суток 21 час 19 минут[6].

- Второй полёт — STS-59[7], шаттл «Индевор». C 9 по 20 апреля 1994 года в качестве пилота. Основной целью миссии было изучения крупномасштабных процессов в природе и изменения климата. Для выполнения целей миссии на шаттле была смонтирована «Космическая радарная лаборатория» SRL-1 (Space Radar Laboratory) в состав которой входят два радара: радар построения радиолокационного изображения SIR-C (Shuttle Imaging Radar) и радар с синтезированной апертурой X-SAR (X-band Synthetic Aperture Radar), а также прибор для мониторинга загрязнений в атмосфере MAPS (Measurement of Air Pollution from Satellite). Продолжительность полёта составила 11 суток 5 часов 20 минут[8].

- Третий полёт — STS-76[9], шаттл «Атлантис». C 22 по 31 марта 1996 года в качестве командира корабля. Основными задачами миссии STS-76 были доставка на орбитальную станцию «Мир» необходимых грузов (в частности, 590 кг воды и 862 кг оборудования): за отсеком со стыковочной системой шаттла (ODS), в отсеке полезной нагрузки был герметичный модуль «Spacehab-SM» (от англ. Single Module). Были проведены ряд медикобиологических и технологических экспериментов. Продолжительность полёта составила 9 суток 5 часов 17 минут[10].

Общая продолжительность полётов в космос — 29 дней 8 часов 22 минуты.

## После полётов
Чилтон провел 11 лет своей военной карьеры в качестве астронавта НАСА. Он достиг самого высокого звания для военных астронавтов — генерал. Его последним назначением была должность Командующего Стратегическим командованием США, которую он занимал с 3 октября 2007 года по 28 января 2011 года. Он уволился из ВВС 1 февраля 2011 года. 30 января 2012 года, генерал Чилтон был назначен в совет директоров в компанию «Orbital Sciences Corporation».

## Награды и премии
Награждён: Медаль «За космический полёт» (1992, 1994 и 1996), Медаль «За отличную службу» (США) (трижды), Орден «Легион почёта» (дважды), Крест лётных заслуг (США), Медаль «За похвальную службу» (США), Медаль похвальной службы (США) (дважды) и многие другие. 5 мая 2012 года его имя было внесено в Зал славы астронавтов.